# 박세영 (1910년)
박세영(朴世英, 1910년 11월 11일 ~ 1943년 12월 28일)은 대한민국의 독립운동가이다. 본관은 밀양(密陽).

## 생애
1910년 11월 11일 광주에서 태어났다. 고등보통학교 4학년생 당시 1928년 6월 고등보통학교 5학년생 이경채가 치안유지법 위반 혐의로 피검 기소되고 학교에서도 퇴학을 당하자, 항거하여 동교생 300여 명이 동맹휴교를 단행하다 무기 정학을 받았다. 이에 그는 정동화, 최규창, 윤승현 등과 함께 맹휴운동을 결의하고 광주 읍내에 맹휴 중앙본부를 설치하고 7월 중순부터 8월초까지 맹휴의 정당성을 설파하고 학생 및 부형의 참여를 촉구하는 내용의 통고문을 작성해서 4차례에 걸쳐 각 400여 통씩 등사하여 학생 및 부형과 전남 도내 각 공립보통학교 교장들에게 배포 또는 발송하여 일경에 체포되었다.
1928년 10월 5일 광주지방법원에서 출판법 위반과 보안법 위반을 비롯하여 폭력 행위 등 처벌에 관한 법률 위반 등으로 징역 10월을 받았다. 출옥 후에는 일본 동경에서 일본노동조합전국협의회 조직에 관여하면서 항일독립운동을 계속하다 1932년 10월에 다시 체포되어 고문을 받고, 1935년 2월 27일 동경공소원에서 치안유지법 위반으로 징역 2년 6월을 받았다. 이후 1937년 4월 만기 출감하였고 그 후 1938년부터 1940년까지 한국독립당 당무위원을 잠시 지냈다.
1993년에 공적을 인정받아 건국훈장 애족장이 추서되었다. 프리랜서 아나운서 박나림은 그의 친손녀이다.

## 참고 자료
- 독립유공자 공훈록- 박세영